# Happy New Year (sång)
"Happy New Year" (engelska: Gott nytt år) är en sång av den svenska popgruppen Abba, från deras sjunde studioalbum Super Trouper som gavs ut 1980. 

## Historik
Inspelningen påbörjades i början av 1980 och den första demoversionen fick arbetsnamnet Daddy Don't Get Drunk on Christmas Day av gruppens ljudtekniker Michael B Tretow.
Abba spelade in en tillhörande musikvideo i regi av Lasse Hallström. Delar av videon filmades vid fotosessionen för omslagsfotot till Super Trouper-skivan. Även delar av videon till singeln Super Trouper filmades vid samma tillfälle. I videon återfinns bland andra Björn Skifs och Tomas Ledin som statister. 
År 1980 släpptes sången på singel i Japan, Brasilien och Portugal. Den släpptes som CD-singel i Sverige och Frankrike 1999 inför millennieskiftet.
Sedan 2007 har sången åter dykt upp på svenska försäljningslistan kring varje nyårsskifte. Dess högsta position nådde den i januari 2008, då den låg på fjärde plats. Under perioden 2000-2019 har sången kommit nio gånger i den Nederländska hitparaden Single Top 100. Den högsta platsen var nummer åtta.

### A-Teens version
En cover på Happy New Year spelades in av den svenska popgruppen A-Teens och släpptes som CD-singel 1999. I Abba:s originalversion sjungs om "...in the end of 89" med en framtida referering till år 1989. I A-teens version ändrades texten till "...in the end of 99" med syftning på millennieskiftet. 
Deras version nådde #4 på den svenska försäljningslistan och blev gruppens fjärde singel som nådde topp-10. Den sålde guld några veckor efter lanseringen. Ingen musikvideo gjordes till inspelningen. I Finland placerade sig singeln som bäst på tolfte plats.

## Publikation
- Julens önskesångbok, 1997, under rubriken "Nyår"